# 宝华镇 (句容市)
宝华镇，是中华人民共和国江苏省鎮江市句容市下辖的一个乡镇级行政单位。

## 行政区划
宝华镇下辖以下地区：
鸿堰社区、鲍亭社区、凤坛村、栗庄村、仓头村、栏江村、铜山村、宝华村和和平村。

## 交通
2019年，宝华镇政府回复预留了南京地铁2号线、4号线东延通道，以及宁扬宁镇城际通道，并称规划了中运量轨道交通，具体的线位和站点选址由于涉及面较广还暂时无法确定，公交首末站及长途交通枢纽站规划将结合宝华山高铁站设置。

## 旅游
拥有宝华山风景区。